# Andy LaRocque
Andy LaRocque (Göteborg, 1962. november 19. –) svéd gitáros, aki King Diamond gitárosaként a legismertebb, de játszott Chuck Schuldiner zenekarában is a Deathben. Nemcsak gitárosként tevékenykedik, hanem producerként is dolgozik.

## Pályafutása
Egy svéd hard rock együttesben kezdett zenélni, mely Swedish Beauty néven indult, de később áttértek a Swedish Erotica névre.
Andy tagja volt az E.F. Band nevű svéd heavy metal együttesnek is, mely 1979-ben alakult. A zenekar 1985-ös One Night Stand albumán LaRocque is gitározott, de hamarosan továbbállt, hogy King Diamond zenekarában folytassa karrierjét. Diamond debütáló lemeze 1986-ban jelent meg Fatal Portrait címmel. Andy a lemez megjelenése óta tagja King Diamond zenekarának. Utolsó lemezük 2007-ben jelent meg Give Me Your Soul...Please címmel.
LaRocque a zenekarban nemcsak gitáros, hanem fő dalszerző is, valamint neki köszönhetőek az időnként felbukkanó billentyűs aláfestések is. Dalszerzői képességei, valamint gitárjátéka révén hamar kultikus tisztelet kezdte övezni személyét, de pályafutása során mindig is megmaradt egy szűk réteg által tisztelt, underground gitárhősnek.
1993-ban egy lemez erejéig (Individual Thought Patterns) tagja volt a Deathnek is.
Szerepelt az At the Gates klasszikus Slaughter of the Soul albumán egy vendégszóló erejéig a Cold című dalban. Az ötletet a lemez producere Fredrik Nordström vetette fel, ő hívta meg Andyt a felvételekre. A zenekar gitárosa Anders Björler egy kazettát küldött Andy számára, aki fél órán belül megírta a dal gitárszólóját.
Björler egy 2007-es interjújában elismerte, hogy a szólót maga sem tudja "rendesen" eljátszani.
Emellett több metalegyüttes számára vendégeskedett egy-egy szóló erejéig, például a svéd Falconer Chapters from a Vale Forlorn albumán, ami 2002-ben jelent meg.
1999-ben szerepelt egy svéd supergroupban is, mely IllWill néven lett ismert. A formáció Evilution című egyetlen albumán, olyan ismert zenészek voltak a társai, mint például Snowy Shaw vagy Sharlee D'Angelo.
Saját stúdiója a svédországi Angeredben található. A "Los Angered Recordings" névre keresztelt stúdiót 1995-ben hozta létre, ahol producerként több tucatnyi zenekarral dolgozott együtt.
2007-ben a stúdió Varberg városába költözött, valamint Andy új nevet adott neki (Sonic Train Studios).
2010 októberében egy új supergrouphoz csatlakozott, melyben Magnus Rosén basszusgitáros (ex-Hammerfall), Anders Johansson dobos (HammerFall, ex-Yngwie Malmsteen), Mats Olausson billentyűs (ex-Yngwie Malmsteen), valamint Mikael Agren énekes/gitáros (ex-Nostradameus) a társai.
Saját Caparison márkájú Signature gitárokat használ, melyek között akad 27 érintős is. A Floyd Rose tremolórendszerrel ellátott gitárjaiba Seymour Duncan hangszedőket rak.
Erősítők terén egy 100 wattos Randall RM márkájú készüléket használ, míg effektek terén egy Digitech GSP 1101 Preamp van a birtokában.
Ernie Ball húrokat, valamint Dunlop pengetőket használ.

## Diszkográfia

### E.F. Band
- One Night Stand (1985)

### King Diamond
- Fatal Portrait (1986)
- Abigail (1987)
- Them (1988)
- The Dark Sides (EP, 1988)
- Conspiracy (1989)
- The Eye (1990)
- In Concert 1987: Abigail (koncertlemez, 1991)
- A Dangerous Meeting (válogatás, 1992)
- The Spider's Lullabye (1995)
- The Graveyard (1996)
- Voodoo (1998)
- House of God (2000)
- Abigail II: The Revenge (2002)
- The Puppet Master (2003)
- Deadly Lullabyes: Live (2004)
- Give Me Your Soul...Please (2007)

### Death
- Individual Thought Patterns (1993)

### IllWill
- Evilution (1999)

### X-World/5
- New Universal Order (2008)

### Vendégszereplései
- At the Gates – Slaughter of the Soul (1995), gitárszóló a "Cold" c. dalban.
- Roadrunner United – (2005), gitárszóló a "Constitution Down" c. dalban.
- Evergrey – The Dark Discovery (1998)
- Dimmu Borgir – Puritanical Euphoric Misanthropia (2000), gitárszóló a "Devil's Path" c. dalban.
- Einherjer – Norwegian Native Art (2000), gitárszóló a "Doomfaring" c. dalban.
- Falconer – Chapters from a Vale Forlorn (2002), gitárszóló a "Busted To The Floor" c. dalban.
- Falconer – The Sceptre of Deception (2003), gitárszóló a "Hear Me Pray" c. dalban.
- Falconer – Grime vs. Grandeur (2005), vokál a "Wake Up" c. bónusz dalban.
- Yyrkoon – Unhealthy Opera (2006), gitárszóló a "Horror from the Sea" c. dalban.
- Melechesh – Sphynx (2004), gitárszóló a "Purifier of the Stars" c. dalban.

### Produceri munkái
A teljes lista a sonictrainstudios.com oldalon található.
- Ascension – Far Beyond The Stars (2010)
- Katana
- Ancient – "Proxima Centauri" (2001)
- Swordmaster – Postmortem Tales (1997)
- Taetre – The Art
- Einherjer – Odin Owns Ye All (1998)
- Midvinter – At the Sight of the Apocalypse Dragon (1998)
- Skymning – Stormchoirs (1998)
- Sacramentum – Thy Black Destiny (1999)
- Sacramentum – The Coming of Chaos (1997)
- Taetre – Out Of Emotional Disorder (1999)
- The Awesome Machine – It's Ugly or Nothing (2000)
- Astroqueen – Into Submission (2001)
- Evergrey – In Search of Truth (2001)
- Falconer – Falconer (2001)
- Falconer – The Sceptre of Deception (2003)
- Ironware – Break Out (2003)
- Runemagick – Darkness Death Doom (2003)
- Eidolon – Apostles of Defiance (2004)
- Evergrey – The Dark Discovery (2004)
- Evergrey – Solitude, Dominance, Tragedy (2004)
- Melechesh – Sphynx (2004)
- Morifade – Domination (2004)
- Soul Reaper – Liferazer (2004)
- Dragonland – The Battle of the Ivory Plains (2005)
- Einherjer – Norwegian Native Art (2005)
- Falconer – Grime vs. Grandeur (2005)
- Sandalinas – Living on the Edge (2005)
- Runemagick – Envenom (2005)
- Taetre
- Lord Belial
- Darzamat – Transkarpatia  (2005)
- XXX – Heaven, Hell or Hollywood? (2008)
- Siebenbürgen – Revelation VI (2008)
- Tears of Glory – The Innocent Sin Of Existence (2008)
- Total Death – Somatic (2009)

#### Válogatások
- Metalmeister, Vol. 2 (1997)
- Deathmeister, Vol. 1 (1998)
- Metalmeister, Vol. 3 (1998)
- Metal Blade Records 20th Anniversary (2002)
- Louder Than the Dragon: The Essential of Limb Music (2004)